# De grote dikke beer vertelt
De grote dikke beer vertelt is de Nederlandse naam van de Duitse tekenfilmserie Janoschs Traumstunde. De serie is gebaseerd op de kinderboeken van de Duitse tekenaar en schrijver Janosch.

## Periode
De VPRO heeft de serie van Nederlandse stemmen voorzien en in de jaren tachtig en negentig uitgezonden in het kinderprogramma Villa Achterwerk. De serie omvat 26 afleveringen van een half uur, waarin in totaal 47 korte en langere verhalen worden verteld. De eenvoudig getekende en rustig vertelde verhalen zijn gericht op kinderen van 3-6 jaar. Door hun humor en vaak subtiele levenslessen hebben zij echter van meet af aan een breder publiek getrokken. De regie van de serie was in handen van Jürgen Egenolf, Uwe-Peter Jeske en Wolfgang Urchs. De muziek was van Wolfram Brunke en Thomas Kern.

## Achtergrond
In ieder verhaal van de serie staat een van de figuren uit de boeken van Janosch centraal. Terugkerende figuren zijn Tijger en Beer. De verhalen staan op zichzelf en worden verteld door de Grote Dikke Beer. Diens stem werd voor de Nederlandse televisie ingesproken door Kees Prins. De andere Nederlandse stemmen waren van Jan Mesdag, Koen Franse, Johnny Kraaijkamp jr., Peer Mascini, Michiel Romeyn en Mariëlle Tromp.

## VHS/dvd
De Duitse serie is door ARD Video in 1992 op VHS en in oktober 2008 op dvd uitgebracht. De dvd-box heet Janoschs Traumstunde – Alle Folgen en bevat 25 afleveringen op vier dvd's met een totale speelduur van 718 minuten. In beide uitgaven ontbreekt aflevering 20. De Nederlandstalige serie is nooit op video of dvd verschenen.